# Stock Aitken Waterman
Pour les articles homonymes, voir Stock (homonymie), Aitken, Waterman et Saw (homonymie).
Stock Aitken Waterman, parfois connu sous le nom de SAW, est un groupe d'auteurs-compositeurs et producteurs britannique, composé de Mike Stock, Matt Aitken et Pete Waterman, actif entre 1984 et 1993. Ils connaissent un succès important durant la deuxième moitié des années 1980 et au début des 1990 et constituent l'un des partenariats les plus productifs et lucratifs dans l'histoire de l'industrie musicale. Le trio réussit à hisser plus de cent titres dans le top 40 britannique et à vendre 40 millions de disques, générant des revenus estimés à 60 millions de livres.
Le trio SAW démarra la production de titres pour discothèques dans le style hi-NRG mais ne connaît un succès mondial qu'avec un mélange d'influences sonores hi-NRG, de paroles romantiques rappelant la Motown et des mélodies dans le style Italo disco. Durant la période allant des années 1987 à 1989, le style musical du trio SAW est catégorisé Eurobeat ou hi-NRG en raison de l'usage caractéristique des percussions reconnaissable dans les productions du trio. Toutefois, ces dernières contiennent également des éléments du swing. La postérité des producteurs est réévaluée de manière de plus en plus positive, les analystes contemporains louant la qualité et l'impact durable de leur musique,,,.

## Histoire
Au mois de janvier 1984, peu après avoir rencontré Mike Stock et Matt Aitken, Pete Waterman leur a demandé de travailler avec lui au sein de sa société de production nouvellement créée. Une de leurs premières productions fut la chanson présentée par Chypre pour le Concours Eurovision de la chanson en mai 1984 où le chanteur grec Andy Paul interpréta le titre Anna Maria Lena. À l'origine, leur style se concrétisait en des titres dansants de hi-NRG, avec comme représentants notables Divine et le titre You Think You're a Man, n°16 au Royaume-Uni en juillet 1984 et Hazell Dean avec Whatever I Do, n°4 dans ce même pays à la même période. Le trio réussit à installer un simple à la première place des classements britanniques, avec You Spin Me Round (Like a Record) de Dead or Alive. Cependant, ainsi que le rapporte Pete Waterman dans un entretien, le trio se trouvait toujours dans une situation financière préoccupante à ce moment.
Le succès grandissant du trio, qui se démarquait par un son unique, attire l'attention du girl group Bananarama. Siobhan Fahey, l'une des membres du groupe, désirait enregistrer une reprise du tube de Shocking Blue Venus. Le résultat de ce projet fut un réenregistrement de la chanson avec des arrangements pop et hi-NRG. Le titre fait son chemin et atteignit la première place du classement Billboard Hot 100 aux États-Unis le 6 septembre 1986, de même qu'il se hissa dans le top 10 au Royaume-Uni et dans bien d'autres pays. Stock, Aitken et Waterman continuent à rester producteurs des chansons de Bananarama et contribuèrent notamment au succès des titres Love in the First Degree, I Can't Help It et I Heard a Rumour.
Le trio sait tirer le meilleur parti des capacités de l'ingénieur du son et producteur britannique Phil Harding, et en firent l'ingénieur du son principal et le remixeur aux studios PWL nouvellement mis sur pied. Harding apporta une contribution significative à la formation du son des enregistrements PWL et est imité en ce sens par la suite par les ingénieurs du son Pete Hammond et Dave Ford. Harding et le coproducteur et claviériste Curnow devinrent l'équipe supplétive de remix et de production des studios PWL, avec à leur actif de nombreuses œuvres remixées et plusieurs productions estampillées SAW. Cette équipe sort des titres d'artistes qui avaient signé un contrat avec le trio, tels que Kylie Minogue, Bananarama, Dead or Alive ou Mel and Kim, de même que des titres remixés de clients extérieurs comme Diana Ross, Michael Jackson, les Jackson 5, Holly Johnson, les Pet Shop Boys, Eighth Wonder, The Four Tops, Chic, Depeche Mode, Erasure, Jesus Jones, Voice of the Beehive ou Gary Moore ; certains de ces interprètes n'appartenant pas à la « galaxie » SAW étaient des détenteurs de titres n°1 dans les classements dance américains, à l'instar de ABC avec When Smokey Sings, Imagination avec Instinctual et Blue Mercedes avec I Want To Be Your Property.

## Collaborateurs
Ils comprennent notamment :  Rick Astley, Bananarama, Band Aid II, Big Fun, Boy Krazy, Laura Branigan, Brilliant, Brother Beyond, Errol Brown, Canton, Suzette Charles, The Christians, E.G. Daily, Dead or Alive, Hazell Dean, Début de soirée, Divine, Dolly Dots, Jason Donovan, Josh Dubovie, L'Équipe d'Angleterre de football, Sonia Evans, Georgie Fame, Samantha Fox, Gloria Gaynor, Girl Talk, La Toya Jackson, Elton John, Holly Johnson, Judas Priest, Gerry Marsden, Paul McCartney (en tant que membre de Ferry Aid), Malcolm McLaren, Mel and Kim, Kylie Minogue, Nitro, Cliff Richard, Sabrina, Same Difference, Sigue Sigue Sputnik, Sinitta, Mandy Smith, Edwin Starr, Donna Summer, The Three Degrees, Steve Walsh, Key West, Precious Wilson, Worlds Apart, et WWF Superstars.

## Classements au Royaume-Uni
Parmi les succès produits par le trio, treize ont atteint la première place du classement anglais ;
- 1985 : You Spin Me Round (Like a Record), Dead or Alive[8]
- 1987 : Respectable, Mel and Kim
- 1987 : Let It Be, Ferry Aid (reprise des Beatles)
- 1987 : Never Gonna Give You Up, Rick Astley
- 1987 : I Should Be So Lucky, Kylie Minogue
- 1989 : Especially for You, Kylie Minogue et Jason Donovan
- 1989 : Too Many Broken Hearts, Jason Donovan
- 1989 : Hand on Your Heart, Kylie Minogue
- 1989 : Ferry Cross the Mersey, Christians, Holly Johnson, Paul McCartney, Gerry Marsden et SAW, reprise de Gerry and the Pacemakers
- 1989 : Sealed with a Kiss, Jason Donovan, reprise de Brian Hyland
- 1989 : You'll Never Stop Me Loving You, Sonia Evans
- 1989 : Do They Know It's Christmas?, Band Aid II
- 1990 : Tears on My Pillow, Kylie Minogue reprise de Little Anthony and the Imperials

On peut également noter que la chanson Venus de Bananarama (1986) et Together Forever de Rick Astley (1987) ont atteint la première place du classement pop aux États-Unis, malgré un moins bon score dans les classements anglais.